# Stanisławów (Varsovie-ouest)
Pour les articles homonymes, voir Stanisławów.
Stanisławów (prononciation : [staniˈswavuf]) est un village polonais, situé dans la gmina de Stare Babice de la Powiat de Varsovie-ouest et dans la voïvodie de Mazovie dans le centre-est de la Pologne.
Il se situe à environ 8 kilomètres au nord-ouest de Stare Babice, 8 kilomètres au nord-ouest d'Ożarów Mazowiecki et à 19 kilomètres à l'ouest de Varsovie.
Le village a une population de 137 habitants en 2010.